# Zagara

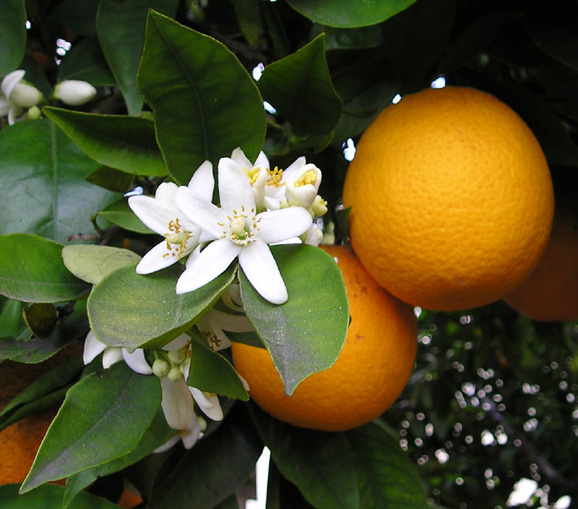
Fiore d'arancio (zagara) e frutto

La zagara è il fiore degli agrumi, cioè le piante appartenenti al genere citrus.

## Nome
La parola deriva dal siciliano zàgara, che a sua volta deriva dall'arabo زَهْرَة (zahra, "fiore").

## Descrizione

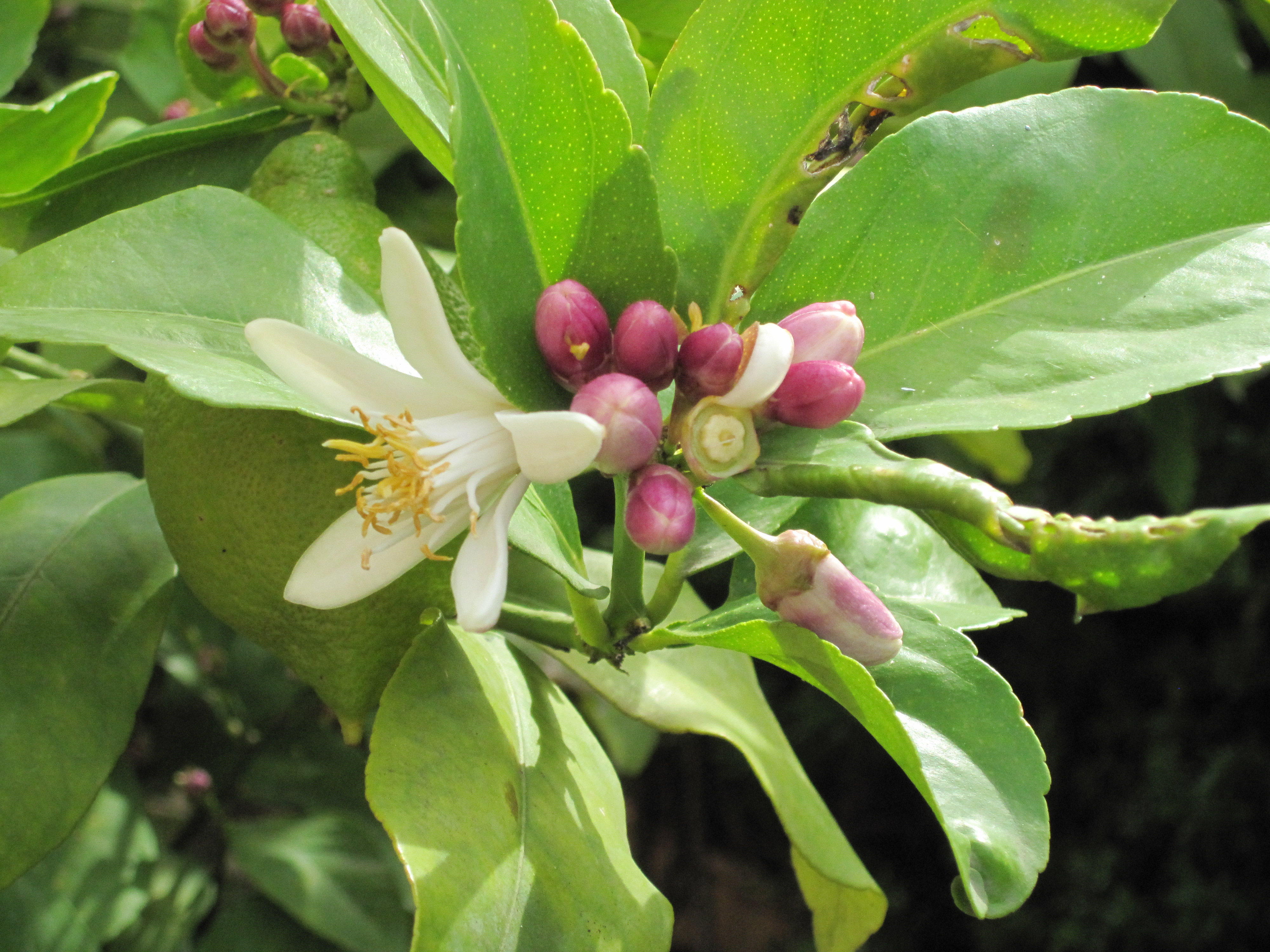
Zagare di limone

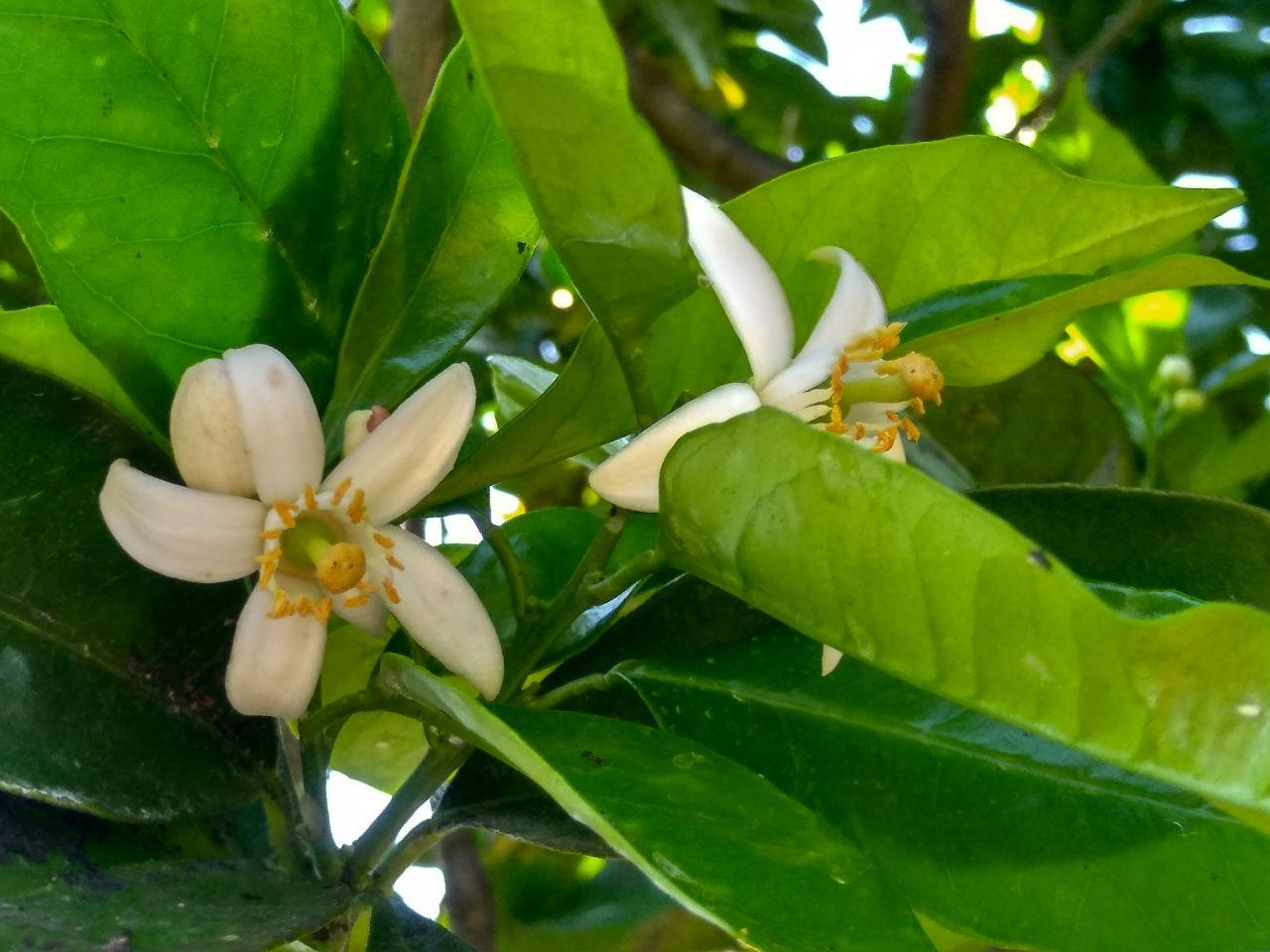
Zagara di arancio

Per zagara si intende in particolare il fiore dell'arancio e del limone (la cui fioritura avviene tra aprile e maggio) oltreché del bergamotto (che invece fiorisce tra la fine di marzo e aprile: i frutti vengono raccolti da ottobre a dicembre).

## Utilizzo
La zagara viene utilizzata per la preparazione dei profumi o dell'"acqua di Colonia di zagara", nella preparazione di alcuni prodotti dolciari (ad es. il miele di zagara di agrumi) e in alcune birre. L'essenza di zagara o neroli è ottenuta dai fiori dell'arancio amaro.
La zagara viene spesso utilizzata tradizionalmente per la composizione del bouquet di nozze: è pertanto molto frequente l'utilizzo dell'espressione fiori d'arancio in riferimento al matrimonio.
Questi fiori sono molto bottinati dalle api, consentendo di produrre il miele monoflorale o di agrumi a seconda della percentuale presente delle varie specie.